# C/1826 U1
Komet Pons ali C/1826 U1 je komet, ki ga je odkril francoski astronom Jean-Louis Pons 22. oktobra 1826 v Italiji.

## Značilnosti
Njegova tirnica je bila parabolična. Soncu se je najbolj približal 18. novembra 1826, ko je bil na razdalji približno 0,03 a.e. od Sonca. Njegova magnituda je bila 9.